# Joshua Herdman
Joshua Mintone Herdman (ur. 9 września 1987 w Hampton, w Wielkiej Brytanii) – brytyjski aktor oraz zawodnik MMA, najbardziej znany z roli Gregory’ego Goyle’a w serii filmów o Harrym Potterze.

## Filmografia
- 2001: Harry Potter i Kamień Filozoficzny (Harry Potter and the Philosopher's Stone) jako Gregory Goyle
- 2002: Harry Potter i Komnata Tajemnic (Harry Potter and the Chamber of Secrets) jako Gregory Goyle
- 2002: Marzenia do spełnienia (Thunderpants)
- 2003: UGetMe
- 2004: Harry Potter i więzień Azkabanu (Harry Potter and the Prisoner of Azkaban) jako Gregory Goyle
- 2005: Harry Potter i Czara Ognia (Harry Potter and the Goblet of Fire) jako Gregory Goyle
- 2007: Harry Potter i Zakon Feniksa (Harry Potter and the Order of the Phoenix) jako Gregory Goyle
- 2009: Harry Potter i Książę Półkrwi (Harry Potter and the Half-Blood Prince) jako Gregory Goyle
- 2010: Harry Potter i Insygnia Śmierci – część 1 (Harry Potter and the Deathly Hallows – Part 1) jako Gregory Goyle
- 2011: Harry Potter i Insygnia Śmierci – część 2 (Harry Potter and the Deathly Hallows – Part 2) jako Gregory Goyle